# 1385
| 1385               |
| ------------------ |
| Dødsfald - Fødsler |
|                    |

| Gregoriansk kalender | 1385 MCCCLXXXV          |
| Ab urbe condita      | 2138                    |
| Armensk kalender     | 834 ԹՎ ՊԼԴ              |
| Kinesiske kalender   | 4081 – 4082 甲子 – 乙丑 |
| Etiopisk kalender    | 1377 – 1378             |
| Jødisk kalender      | 5145 – 5146             |
| Hindukalendere       |                         |
| - Vikram Samvat      | 1440 – 1441             |
| - Shaka Samvat       | 1307 – 1308             |
| - Kali Yuga          | 4486 – 4487             |
| Iransk kalender      | 763 – 764               |
| Islamisk kalender    | 787 – 788               |

Konge i Danmark: Oluf 2. 1376-1387
Se også 1385 (tal)